# Fêtes et jours fériés en France

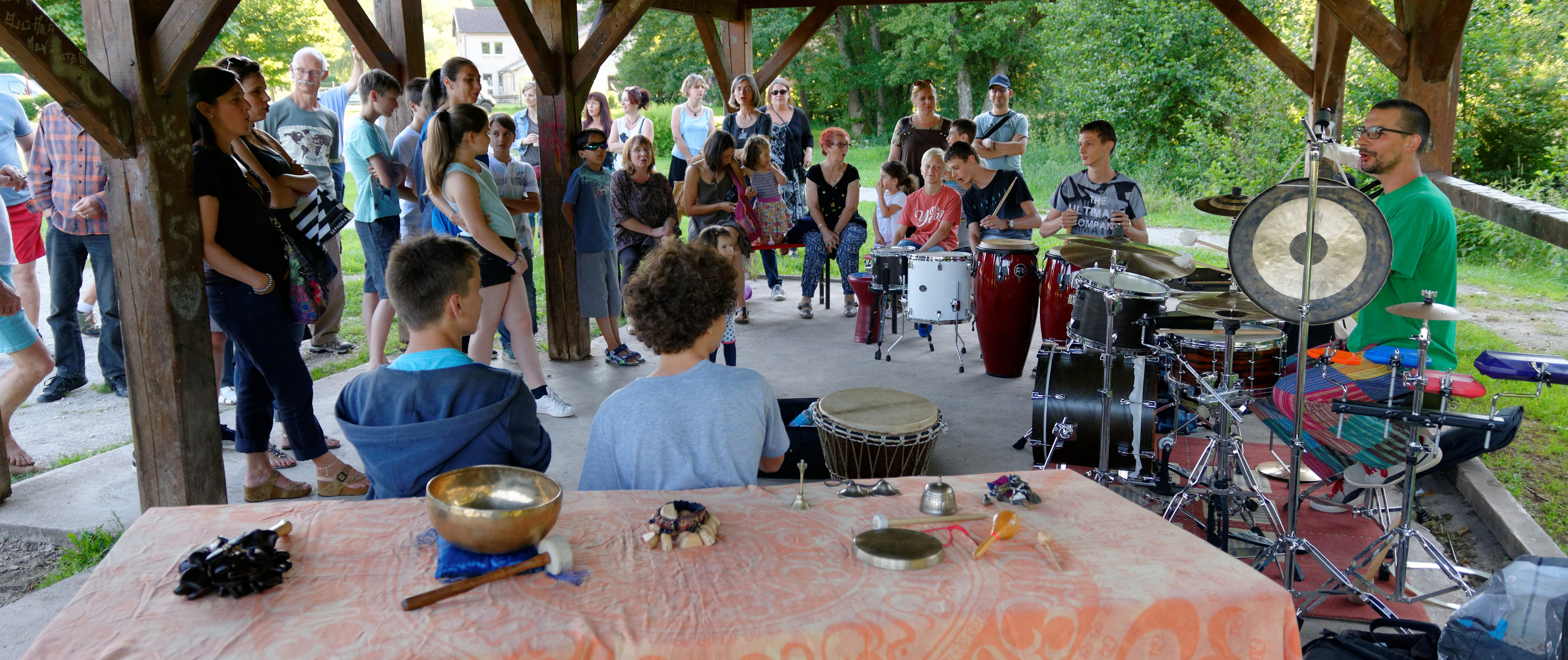
Fête de la musique à Chenebier, en Bourgogne-Franche-Comté (juin 2018).

La France compte onze jours fériés (fêtes religieuses et civiles) légalement définis par le code du travail, à l'exception de l'Alsace-Moselle, bénéficiant du droit local, et de plusieurs collectivités de la France d'outre-mer, qui en comptent davantage.
Le 1er mai, jour de la fête du Travail, est en France le seul jour férié obligatoirement chômé et payé, sauf impossibilité due à la nature de l'activité (mais donnant droit à une indemnité). Les autres jours fériés ne sont pas obligatoirement chômés, sauf dispositions contraires des conventions collectives applicables dans les entreprises.
Alors que les dictionnaires de termes juridiques font l'équivalence entre jour férié et fête légale (un terme renvoyant à l'autre), le jour férié correspond au support chronologique alors que la fête légale désigne l'événement lui-même, plusieurs fêtes légales pouvant se produire un même jour férié (exemple : le 15 août sous les Premier Empire et Second Empire abrite à la fois l'Assomption et la Saint-Napoléon).

## Histoire
Durant la société d'Ancien Régime, il existe dans l'année des dizaines de fêtes religieuses qui sont obligatoirement chômées. Elles servent alors souvent d'éléments chronologiques pour dater du jour. Cependant, dès le XVIIe siècle, la hiérarchie catholique en supprime pour appuyer l'activité économique. Par exemple, en Auvergne, elles passent de 53 par an à la fin du XVe siècle à 26 quand arrive la Révolution. Les jeux, la danse y sont rigoureusement encadrés. Quand ce n'est pas l'Église qui les contrôle, les fêtes sont menées par des sociétés de jeunesse ou des confréries professionnelles. La fête pouvait avoir des formes diverses, telles des processions religieuses, parades militaires, événements corporatistes, commémorations rituelles. Ces fêtes étaient l'occasion d'exercer une grande créativité. Au XVIIe siècle, pendant l'âge baroque, se manifeste un clivage de plus en plus net entre manifestations festives populaires et fêtes organisées par les autorités.
À la Révolution française, on assiste à une plus grande pression de la mise en scène du pouvoir politique. Les révolutionnaires cherchent à encadrer le désordre : la bourgeoisie jacobine redresse vite, par des mouvements de maîtrise, les mouvements de transgression. Cependant, on assiste à un renouvellement des cérémonials. La fête sert à entretenir la flamme révolutionnaire ; mais si elle devient trop contrôlée, dès qu'elle devient spectacle, la population urbaine s'en détourne, et invente de nouvelles formes spontanées. On retrouve ce schéma sur l'ensemble de la période : la Révolution commence par la Fête de la Fédération, manifestation inaugurale, et se termine par le Culte de l'Être suprême ; on passe de la célébration à un nouvel ordre. On retrouve ce schéma dans la plupart des séquences révolutionnaires françaises.
Les XIXe et XXe siècles voient la disparition progressive des manifestations festives sauvages, sauf peut-être lors d'évènements comme Mai 68. Les Géants du Nord se font remplacer par des cortèges ou des visites présidentielles organisées par l'État. Les carnavals à l'ancienne sont pris en charge par la jeunesse de l'élite ou les municipalités. Même dans les banlieues ouvrières, les fêtes populaires sont récupérées par le Parti communiste français pour des commémorations comme le 1er mai (journée internationale des travailleurs). De façon plus profonde, au cours de cette période, les notions d'art et de culture deviennent des activités autonomes dans le vécu des différentes couches de la société, et il devient normal, même désirable, que l'État les prenne en charge. La fête perd son impulsion ou évidence immédiate, et dépend de procédures administratives pour assurer sa programmation.
La notion de fête légale se développe en France au cours du XIXe siècle (la loi du 18 germinal an X - 2 avril 1802 - statue qu' « aucune fête, à l'exception du dimanche, ne peut être fixée sans la permission du gouvernement ») pour déterminer si elle inclut les fêtes civiles aux fêtes religieuses et pour savoir si elle doit être instaurée par un texte réglementaire ou par une loi. Dans le sillage du Concordat, le nombre de fêtes religieuses est ramené à quatre (Noël, Toussaint, Assomption, Ascension) suivant l'indult du cardinal Battista Caprara du 9 avril 1802. Parallèlement, les jours de fêtes légales augmentent par l'adjonction de fêtes civiles, le pouvoir cherchant à en limiter le nombre et à les fixer sur un jour férié déjà existant ou le dimanche pour des raisons économiques.
La fête légale devient dès lors un jour non obligatoirement chômé (sauf en Alsace-Moselle et sauf le 1er mai dans toute la France). Elle donne lieu, lorsque le jour férié est travaillé, à compensation financière si les conventions de branche ou d'entreprise le prévoient. Certaines obligations indiquées dans le code du commerce (exemple : dépôt de protêt impossible si la date d'échéance tombe sur un jour férié), le code de procédure pénale ou le code électoral (exemple : délai de contestation prenant en compte le jour férié) s'y attachent.
Le 1er janvier devient férié à la suite de l'approbation par l'empereur Napoléon Ier, le 20 mars 1810, d'un avis du Conseil d'État du 13 du mois. Les jours fériés suivants sont ensuite ajoutés par des lois : le 14 juillet devient férié à la suite d'une loi du 6 juillet 1880 ; les lundis de Pâques et de Pentecôte deviennent fériés à la suite d'une loi du 8 mars 1886, ; le 11 novembre devient férié à la suite d'une loi du 24 octobre 1922 ; et le 1er mai devient férié à la suite d'une loi du 30 avril 1947.
La suppression de jours fériés est régulièrement évoquée, au motif de favoriser l'activité économique, notamment par le premier ministre François Bayrou qui avance le 15 juillet 2025 l'idée de supprimer le caractère férié du lundi de Pâques et de la Fête de la Victoire du 8 mai.

## Fêtes fériées

### Fêtes civiles
- 1er janvier, jour de l'an, nommé également « nouvel an » : ce jour devient férié sous le 1er Empire par avis du Conseil d'État du 23 mars 1810.
- 1er mai, fête du travail : ce jour est, en premier, déclaré jour chômé le 23 avril 1919 en même temps qu'est ratifiée la journée de 8 heures. Le maréchal Pétain la change en « fête du Travail et de la Concorde sociale » en en faisant un jour férié, chômé et payé. L'instauration de ce jour commémorant les luttes de travailleurs n'aboutit qu'avec la loi du 30 avril 1947 (jour chômé et payé), modifiée par celle du 29 avril 1948 (« fête du Travail »).
- 8 mai, Victoire 1945 : commémoration de la « capitulation sans condition » (à ne pas confondre avec un armistice) de l'Allemagne nazie mettant fin à la Seconde Guerre mondiale en Europe. Déclaré jour férié de commémoration, en France, le 20 mars 1953, le caractère férié est supprimé par le président Charles de Gaulle en 1959. Par la suite, le président Giscard d'Estaing supprime également la commémoration en 1975. Ce n'est qu'en 1981 que la loi rétablit le jour férié commémoratif sous la présidence de François Mitterrand.
- 14 juillet, fête nationale française : commémoration de la Fête de la Fédération, le 14 juillet 1790, qui célébrait la prise de la Bastille l'année précédente. C'est sous la Troisième République que ce jour devient la fête nationale par la loi du 6 juillet 1880.
- 11 novembre, Armistice 1918 : jour anniversaire de l'armistice de 1918 mettant fin à la Première Guerre mondiale et de commémoration annuelle de la victoire et de la paix, journée d'hommage à tous les morts pour la France.

### Fêtes religieuses chrétiennes catholiques
Le jeudi de l'Ascension, la fête de l'Assomption, la Toussaint et Noël sont fériés à la suite de l'arrêté du 29 germinal, an X (19 avril 1802) découlant du Concordat, signé entre Napoléon Bonaparte, alors Premier Consul, et le pape Pie VII. L'arrêté est ensuite reconduit par la loi de séparation des Églises et de l'État du 9 décembre 1905, article 42.
La loi du 8 mars 1886 ajoute le lundi de Pâques et le lundi de Pentecôte (ces lundis ne sont pas des fêtes liturgiques en eux-mêmes, mais des jours de repos consécutifs, qui datent du gouvernement républicain de Charles de Freycinet ; la fête religieuse a, quant à elle, lieu le dimanche correspondant). Le lundi de Pentecôte a perdu son caractère de jour de repos en 2004 au titre de la Journée de solidarité envers les personnes âgées et handicapées ; mais est redevenu chômé en 2008. Il est souvent imposé aux salariés pour des raisons d'organisations, qui voient ainsi ce jour déduit de leur stock de jours de RTT en contrepartie, à moins de le récupérer avec une autre journée de travail supplémentaire.
- Lundi de Pâques : date variable, tombe un lundi compris entre le 23 mars et le 26 avril, suivant le calcul de la date de Pâques, qui célèbre la résurrection du Christ ;
- Jeudi de l'Ascension (40e jour à partir du dimanche de Pâques) : date variable, commémorant la montée de Jésus au ciel ;
- Lundi de Pentecôte (50 jours après le dimanche de Pâques) : date variable, lendemain de la fête commémorant l'envoi du Saint-Esprit aux disciples et la naissance de l'Église ;
- Assomption (15 août) : fête catholique célébrant la montée au ciel de Marie, mère de Jésus, sainte patronne de la France dès l'Ancien Régime, puis remplacé par un jour chômé par Napoléon pour fêter son anniversaire. Sous le Second Empire, ce jour était à la fois une fête religieuse dédiée à la Vierge et la Saint-Napoléon, anniversaire de l'Empereur ;
- Toussaint (1er novembre) : fête catholique célébrant tous les saints ;
- Noël (25 décembre) : fête célébrant la naissance de Jésus-Christ. La veille, le 24, est consacrée au réveillon de Noël et à la messe de Minuit dans certains pays par les chrétiens.

## Fêtes fériées au niveau local

### Alsace et Moselle
En vertu d'une ordonnance prise le 16 août 1892, le droit local en Alsace-Moselle octroie deux jours fériés supplémentaires par rapport au droit national et s'applique aux activités exercées dans ces trois départements :
- Vendredi saint : deux jours avant Pâques, si la commune dispose d'un temple protestant ou d'un simultaneum.
- Saint-Étienne : le 26 décembre[15].

### Guadeloupe
- Jeudi de la Mi-Carême : à mi-chemin entre les Cendres et Pâques, 22 jours après les Cendres.
- Abolition de l'esclavage : le 27 mai.
- Vendredi saint : deux jours avant Pâques.

### Guyane
- Abolition de l'esclavage : le 10 juin.

### La Réunion
- Fête réunionnaise de la liberté (abolition de l'esclavage) : le 20 décembre.

### Martinique
- Abolition de l'esclavage : le 22 mai.

### Mayotte
- Abolition de l'esclavage : le 27 avril.

### Nouvelle-Calédonie
- Fête de la citoyenneté : le 24 septembre.

### Polynésie française
- Arrivée de l'Évangile : le 5 mars.
- Fête de l'autonomie : le 29 juin.

### Saint-Barthélemy
- Abolition de l'esclavage : le 9 octobre.

### Saint-Martin
- Abolition de l'esclavage : le 28 mai[16].

### Wallis-et-Futuna

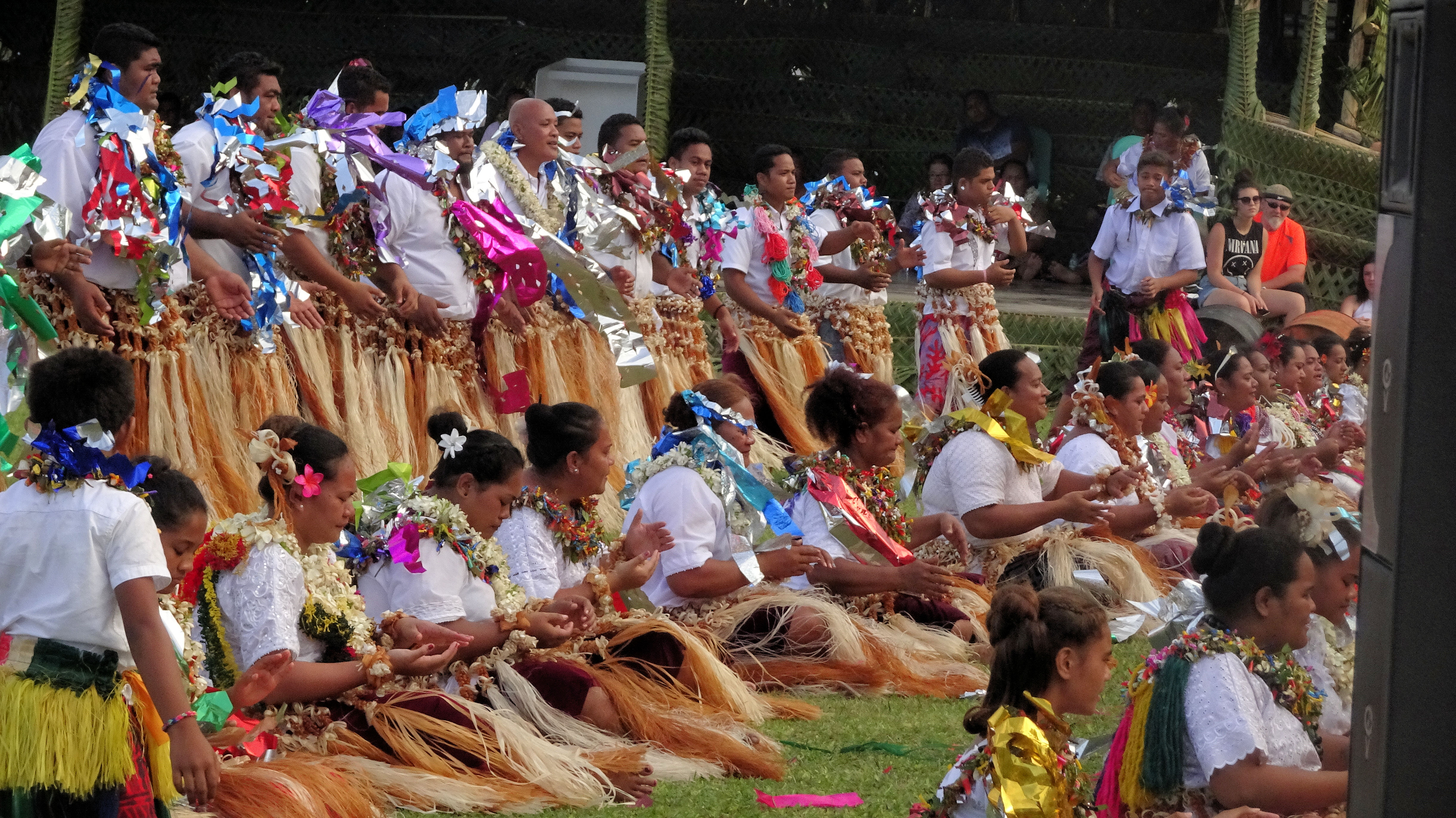
Danseuses et danseurs pour la fête du territoire, le 29 juillet 2017.

- Fête du territoire : le 29 juillet, célébration de la loi du 29 juillet 1961 qui a conféré aux îles le statut de territoire d'outre-mer.
- Saint Pierre Chanel : le 28 avril.

## Fêtes non fériées

### Fêtes civiles

#### Janvier
- 22 janvier : Journée franco-allemande[17]

#### Février
- 14 février : fête des amoureux, jour de la Saint-Valentin

#### Mars
- Premier dimanche de mars : fête des grands-mères
- 8 mars : Journée internationale des droits des femmes
- 11 mars : journée nationale d'hommage aux victimes du terrorisme
- 19 mars : journée nationale du souvenir et de recueillement à la mémoire des victimes civiles et militaires de la guerre d'Algérie et des combats en Tunisie et au Maroc[18]

#### Avril
- 24 avril : journée nationale de commémoration du génocide arménien de 1915 (depuis son instauration en 2019)
- Dernier dimanche d'avril : jour du Souvenir des déportés

#### Mai
- 9 mai : Journée de l'Europe, sur l'anniversaire de la déclaration Schuman (9 mai 1950)
- 10 mai : Journée nationale des mémoires de la traite et de l'esclavage et de leurs abolitions, commémoration de la reconnaissance par le Parlement français de l'esclavage comme crime contre l'humanité ; elle s'ajoute à celles de l'abolition de l'esclavage dans les régions ultramarines.
- Deuxième dimanche de mai : Fête nationale de Jeanne d'Arc et du patriotisme, où la loi du 10 juillet 1920 promulguée par le président Paul Deschanel dispose que La République française célèbre annuellement la fête de Jeanne d'Arc, fête du patriotisme, le jour anniversaire de la délivrance d'Orléans. Il sera élevé en l'honneur de Jeanne d'Arc, sur la place de Rouen où elle a été brûlée vive, un monument avec cette inscription : « le peuple français reconnaissant ».
- 5 jours en mai du mercredi au dimanche : fête de la Nature (date variable en mai, initialement le week-end le plus proche du 22 mai, Journée internationale de la biodiversité)
- Dernier vendredi du mois de mai : Fête des voisins, également nommée « Immeubles en fête » (initialement le dernier mardi du mois de mai)
- Dernier dimanche de mai : fête des Mères. Si cette date coïncide avec celle de la Pentecôte, la fête des mères a lieu le premier dimanche de juin

#### Juin
- 1er dimanche : fêtes des mères si le dernier dimanche de mai coïncide avec Pentecôte
- 8 juin : journée nationale d'hommage aux morts pour la France en Indochine[19]
- Troisième dimanche de juin : fête des Pères
- 21 juin : fête de la musique
- 24 juin : fête de la Saint-Jean

#### Septembre
- 23 septembre : fête de la Gastronomie
- 25 septembre : journée nationale d'hommage aux Harkis[20] et autres membres des formations supplétives (texte officiel)
- Dernier week-end de septembre : Rendez-vous « Sport, Santé Bien-être »

#### Octobre
- Premier dimanche d'octobre : fête des familles, créée par l'ancien député UDF Yves-Claude Heno[réf. nécessaire]
- 31 octobre : Halloween, fête d'origine irlandaise, fêtée depuis peu en France. Cette fête était le réveillon du jour de l'an qui était le 1er novembre ; ce soir-là les gens se déguisaient en monstres ou fantômes. Halloween était devenue la 3e fête commerciale en France à partir de 2000, mais ce fut passager. Malgré tout, Halloween reste assez fêtée, notamment par les enfants. Cette fête n'est pas fériée en France.

#### Novembre
- 11 novembre : fête des célibataires
- 20 novembre : journée internationale des droits de l'enfant[21] (depuis 1995). Le 20 novembre 1989, l'Assemblée générale des Nations unies a adopté la Convention relative aux droits de l'enfant.

#### Décembre
- 5 décembre : journée nationale d'hommage aux « morts pour la France » pendant la guerre d'Algérie et les combats du Maroc et de la Tunisie

### Fêtes catholiques
Certaines fêtes sont indiquées ici comme non fériées du fait qu'elles tombent toujours un dimanche, et sont donc en pratique comme fériées.
- 1er janvier : Sainte Marie, Mère de Dieu.
- 6 janvier : Épiphanie, célébrée en France le premier dimanche après le 1er janvier du fait d'un indult papal.
- Date variable : Baptême du Christ, célébré en principe en France le deuxième dimanche après le 1er janvier si l'Épiphanie du Seigneur n'est pas le dimanche 7 ou 8 janvier ; dans ce cas, le Baptême du Seigneur est célébré le lendemain de l'Épiphanie, le lundi 8 ou 9 janvier.
- 2 février : Présentation du Christ au Temple (fête de tous les consacrés), ou Chandeleur.
- Mardi gras (soit 40 jours, sans compter les dimanches, avant Pâques) : veille du Carême (le 4 mars en 2025, le 17 février en 2026).
- Mercredi des Cendres (40e jour, sans compter les dimanches, jusqu’à Pâques) : début du Carême.
- Jeudi de la Mi-Carême (à mi-chemin entre les Cendres et Pâques, soit le 20e jour, sans compter les dimanches, à partir des Cendres).
- 19 mars : Saint Joseph, patron de l'Église. Fête décalée au lundi 20 mars quand le 19 tombe un dimanche ; si le 19 tombe pendant la Semaine sainte, la Saint-Joseph est anticipée au samedi précédant les Rameaux : ceci a été le cas en 2008, quand la fête a été anticipée au samedi 15 mars ; avant 2008, le cas échéant, la fête avait par contre été décalée au deuxième mardi après Pâques, soit le lendemain du lundi auquel on décalait l'Annonciation.
- 25 mars : Annonciation. Si le 25 mars est un dimanche, la fête est décalée au lundi 26. Et si le 25 mars tombe pendant la Semaine sainte ou la semaine de Pâques, elle est décalée au deuxième lundi après Pâques[22].
- Sept jours avant Pâques : Dimanche des Rameaux.
- Trois jours avant Pâques : Jeudi saint.
- Deux jours avant Pâques : Vendredi saint (férié en Alsace et en Moselle).
- Date variable : dimanche de Pâques (calcul expliqué dans l'article « calcul de la date de Pâques »).
- Cinquante jours après Pâques : dimanche de Pentecôte.
- Huitième dimanche après Pâques : Sainte-Trinité.
- Jeudi après la Sainte-Trinité : Fête-Dieu (célébrée en France le dimanche suivant du fait d'un indult papal).
- Deuxième vendredi après la Sainte-Trinité : Sacré-Cœur.
- 1er mai : Saint Joseph artisan, patron des travailleurs.
- 24 juin : Saint Jean Baptiste.
- 29 juin : Solennité des saints Pierre et Paul.
- 6 août : Transfiguration.
- 25 août : Saint Louis, ancien patron de la France.
- 8 septembre : Nativité de la Vierge Marie.
- 14 septembre : Exaltation de la Sainte Croix.
- 29 septembre : Saints Archanges Michel (ancien patron de la France), Gabriel et Raphaël.
- 9 octobre : Saint Denis, ancien patron de la France.
- 2 novembre : Fête des morts.
- 9 novembre : Dédicace de la basilique du Latran.
- 11 novembre : Saint Martin, ancien patron de la France.
- Dernier dimanche avant le 27 novembre : Fête du Christ-Roi.
- 6 décembre : Saint Nicolas, populaire dans l'Est et le Nord de la France.
- 8 décembre : Immaculée Conception de la Vierge Marie.
- 26 décembre : Saint Étienne, premier martyr (férié en Alsace et en Moselle).
- Date variable : Sainte Famille, le dernier dimanche de décembre (ou le vendredi 30 décembre si Noël est un dimanche).

### Fêtes protestantes
- 5 mars : Arrivée de l'Évangile, lorsque les protestants de Polynésie française célèbrent l'arrivée dans l'archipel, le 5 mars 1797, des premiers missionnaires de la London Missionary Society.
- Premier dimanche de septembre : Assemblée du désert, un grand rassemblement protestant organisé chaque année le premier dimanche de septembre sur les terrains du musée du Désert, au Mas Soubeyran de Mialet. Un culte a lieu le matin et une commémoration l'après-midi.
- 31 octobre ou dimanche suivant : Fête de la Réformation, anniversaire du placard des 95 thèses de Martin Luther à Wittemberg le 31 octobre 1517, qui marque le début de la Réforme protestante. Elle est fêtée en France par les Églises luthériennes et réformées : UEPAL, EPUdF et UNEPREF.

### Fêtes musulmanes
Les célébrations suivent le calendrier lunaire :
- l'Aïd el-Fitr (fête fin du ramadan). ;
- l'Aïd el-Adha (fête du sacrifice).

### Fêtes bouddhistes
Depuis 1997, un agent de la fonction publique peut obtenir une autorisation d'absence à l'occasion de Vesak, jour de la pleine lune de mai, si les nécessités de service le permettent,.

## Répartition des jours fériés
Les huit jours fériés à date fixe peuvent être un samedi ou un dimanche ; dans ce cas les conventions collectives peuvent prévoir un jour chômé récupérable, mais ce n'est généralement pas le cas.
Ces mêmes huit jours fériés fixes (1er janvier, 1er mai, 8 mai, etc.) se retrouvent distribués de la même façon sur les jours de la semaine tous les 28 ans (sept jours dans la semaine × année bissextile pratiquement tous les quatre ans). Au cours de ce cycle de 28 ans, chaque fête fixe tombe exactement quatre fois sur chacun des sept jours de la semaine (au cours d'un cycle de 28 ans, le 1er janvier tombe quatre fois un lundi, quatre fois un mardi, etc.). En revanche, pour une année donnée, un nombre plus ou moins grand de fêtes fixes tombent la semaine ou le week-end.

### Répartition des jours entre la semaine et le week-end
En moyenne, 2,29 jours fériés par an tombent les week-end. Il y a donc non pas 11 mais 8,7 jours chômés en France chaque année du fait des jours fériés (sauf disposition contraire des conventions collectives permettant la récupération).
Plus précisément, le nombre de jours fériés qui tombent le week-end est de :
- 1, si le 1er janvier tombe un mardi ou mercredi (lundi ou mardi les années bissextiles) ;
- 2, si le 1er janvier tombe un lundi, jeudi ou dimanche (mercredi ou samedi les années bissextiles) ;
- 3, si le 1er janvier tombe un vendredi ou un dimanche une année bissextile ;
- 4, si le 1er janvier tombe un vendredi ou samedi (jeudi les années bissextiles).

Ainsi, en 2008, une seule fête est tombée un week-end (le 1er novembre, un samedi).

## Tableau récapitulatif
| Date                                                                                     | Nom                            | Remarques | Historique               |
| ---------------------------------------------------------------------------------------- | ------------------------------ | --- | ------------------------ |
| 1er janvier                                                                              | Jour de l'an                   | Premier jour de l'année ; pour les catholiques, fête de Sainte Marie (en) (avant le concile Vatican II, circoncision de Jésus-Christ). |                          |
| Avant-veille de Pâques (vendredi 18 avril en 2025, vendredi 3 avril en 2026)             | Vendredi saint                 | Jour férié chrétien supplémentaire spécifique aux départements de la Moselle, du Bas-Rhin, du Haut-Rhin, de la Guadeloupe, de la Martinique et de la Polynésie française. |                          |
| Lendemain du dimanche de Pâques (lundi 21 avril en 2025, lundi 6 avril en 2026)          | Lundi de Pâques                | Lundi dans l'octave de Pâques. La fête chrétienne de Pâques est calculée pour tomber le premier dimanche qui suit la première pleine lune du printemps. Il s'agit ici de la date grégorienne de Pâques, commune aux chrétiens catholiques et protestants.                                                  |                          |
| 27 avril                                                                                 | Abolition de l'esclavage       | Dans le département de Mayotte uniquement. |                          |
| 28 avril                                                                                 | Saint-Pierre Chanel            | Fête catholique spécifique à la collectivité de Wallis-et-Futuna, commémore le martyre de Pierre Chanel à Futuna en 1841. |                          |
| 1er mai                                                                                  | Fête du Travail                | Commémore la ratification de la journée de travail de huit heures ; traditionnellement le jour de nombreuses manifestations syndicales et politiques en France (la dénomination « fête du Travail » est officialisée le 29 avril 1948). Il s'agit également de la fête catholique de Saint Joseph artisan. | depuis 1941              |
| 8 mai                                                                                    | Fête de la Victoire            | Commémoration de la « capitulation sans condition » de l'Allemagne nazie, mettant fin à la Seconde Guerre mondiale en Europe (1945). | 1953-1959 et depuis 1982 |
| 22 mai                                                                                   | Abolition de l'esclavage       | Dans le département de la Martinique uniquement. |                          |
| 27 mai                                                                                   | Abolition de l'esclavage       | Dans le département de la Guadeloupe uniquement. |                          |
| 28 mai                                                                                   | Abolition de l'esclavage       | À Saint-Martin uniquement. |                          |
| 39 jours après Pâques (jeudi 29 mai en 2025, jeudi 14 mai en 2026)                       | Jeudi de l'Ascension           | Fête chrétienne célébrant la montée de Jésus-Christ aux cieux. |                          |
| Lendemain du septième dimanche après Pâques (lundi 9 juin en 2025, lundi 25 mai en 2026) | Lundi de Pentecôte             | Perd son caractère de jour de repos en 2004. Avant la réforme liturgique de l'Église catholique, il s'agissait d'un jour dans l'octave de la Pentecôte. Depuis 2018, les catholiques célèbrent la fête de la bienheureuse Vierge Marie, Mère de l'Église.                                                  |                          |
| 10 juin                                                                                  | Abolition de l'esclavage       | Dans le département de la Guyane uniquement. |                          |
| 29 juin                                                                                  | Fête de l'autonomie            | Fête spécifique à la Polynésie française, commémorant l'autonomie mais aussi le don de la souveraineté sur les îles de la couronne de Tahiti à la France en 1880 par le roi Pōmare V. |                          |
| 14 juillet                                                                               | Fête nationale                 | Commémoration de la Fête de la Fédération du 14 juillet 1790 (elle-même anniversaire de la prise de la Bastille en 1789). |                          |
| 21 juillet                                                                               | Fête de Victor Schœlcher       | Commémoration de la naissance (en fait le 22 juillet 1804) du député Victor Schœlcher, qui fut à l'origine de l'abolition de l'esclavage, spécifique à la Guadeloupe et à la Martinique. |                          |
| 29 juillet                                                                               | Fête du territoire             | Fête civile spécifique à Wallis-et-Futuna commémorant le passage de cette collectivité au statut de territoire d'outre-mer par la loi du 29 juillet 1961. |                          |
| 15 août                                                                                  | Assomption                     | Fête catholique célébrant la montée de la Vierge Marie aux cieux. |                          |
| 24 septembre                                                                             | Fête de la citoyenneté         | Fête civile spécifique à la Nouvelle-Calédonie commémorant la prise de possession par la France de ce territoire en 1853. |                          |
| 9 octobre                                                                                | Abolition de l'esclavage       | À Saint-Barthélemy uniquement. |                          |
| 1er novembre                                                                             | Toussaint                      | Fête de tous les saints de l'Église catholique. |                          |
| 11 novembre                                                                              | Armistice de 1918              | Commémoration de l'armistice mettant fin à la Première Guerre mondiale. |                          |
| 20 décembre                                                                              | Abolition de l'esclavage       | Jour férié supplémentaire spécifique au département de La Réunion. | depuis 1981              |
| 25 décembre                                                                              | Noël                           | Fête chrétienne célébrant la naissance de Jésus de Nazareth. |                          |
| 26 décembre                                                                              | Saint-Étienne (premier martyr) | Jour férié supplémentaire spécifique aux départements de la Moselle, du Bas-Rhin et du Haut-Rhin. |                          |

## Tableau récapitulatif simplifié[27]
| Fêtes légales (France) | Dates de 2023         | Dates de 2024         | Dates de 2025        | Dates de 2026         |
| Jour de l'an           | Dimanche 1er janvier  | Lundi 1er janvier     | Mercredi 1er janvier | Jeudi 1er janvier     |
| Lundi de Pâques        | Lundi 10 avril        | Lundi 1er avril       | Lundi 21 avril       | Lundi 6 avril         |
| Fête du Travail        | Lundi 1er mai         | Mercredi 1er mai      | Jeudi 1er mai        | Vendredi 1er mai      |
| Fête de la Victoire    | Lundi 8 mai           | Mercredi 8 mai        | Jeudi 8 mai          | Vendredi 8 mai        |
| Jeudi de l'Ascension   | Jeudi 18 mai          | Jeudi 9 mai           | Jeudi 29 mai         | Jeudi 14 mai          |
| Lundi de Pentecôte     | Lundi 29 mai          | Lundi 20 mai          | Lundi 9 juin         | Lundi 25 mai          |
| Fête nationale         | Vendredi 14 juillet   | Dimanche 14 juillet   | Lundi 14 juillet     | Mardi 14 juillet      |
| Assomption             | Mardi 15 août         | Jeudi 15 août         | Vendredi 15 août     | Samedi 15 août        |
| Toussaint              | Mercredi 1er novembre | Vendredi 1er novembre | Samedi 1er novembre  | Dimanche 1er novembre |
| Armistice              | Samedi 11 novembre    | Lundi 11 novembre     | Mardi 11 novembre    | Mercredi 11 novembre  |
| Noël                   | Lundi 25 décembre     | Mercredi 25 décembre  | Jeudi 25 décembre    | Vendredi 25 décembre  |

| Fêtes légales (Alsace-Moselle) | Dates de 2023     | Dates de 2024     | Dates de 2025        | Dates de 2026      |
| Vendredi saint                 | Vendredi 7 avril  | Vendredi 29 mars  | Vendredi 18 avril    | Vendredi 3 avril   |
| Saint-Étienne                  | Mardi 26 décembre | Jeudi 26 décembre | Vendredi 26 décembre | Samedi 26 décembre |